# Diether Dehm
Diether Dehm, né le 3 avril 1950, est un homme politique allemand.